# Бестужев-Рюмин, Анатолий Иванович
Анатолий Иванович Бестужев-Рюмин (10 декабря 1873 — 22 марта 1917) — русский контр-адмирал.

## Биография
Родился в усадьбе Бестужевых-Рюминых в селе Рыбинское Бежецкого уезда Тверской губ.
В 1893 году Анатолий Бестужев-Рюмин окончил Морской кадетский корпус с производством в чин мичмана. 5 апреля 1898 года произведен в чин лейтенанта. В чине лейтенанта и должности вахтенного начальника эскадренного броненосца «Севастополь» участвовал в русско-японской войне. Отличился при обороне Порт-Артура, был ранен во время сражения в Жёлтом море. Награждён золотым оружием с надписью «За храбрость», орденом Св. Владимира 4-й степени с мечами и бантом и серебряной медалью «В память русско-японской войны 1904—1905 гг.».
После окончания войны служил на Балтийском море в должности флаг-офицера Штаба командующего отдельным отрядом судов, назначенных для испытаний и в 1906—1908 годах — старшим офицером строящегося крейсера «Рюрик». 7 августа 1906 года произведен в чин капитана 2-го ранга. В 1908—1911 годах командовал эскадренным миноносцем «Москвитянин». 6 декабря 1908 года награждён орденом Св. Анны II степени.
6 декабря 1910 года Анатолий Иванович был произведен в чин капитана 1-го ранга и 4 июня 1911 года назначен командиром строящегося линейного корабля «Севастополь», обеспечил ходовые испытания и ввод его в строй судов Балтийского флота. 17 августа 1915 года награждён орденом Св. Владимира III степени
В феврале 1916 года Бестужев-Рюмин был назначен командующим отдельным отрядом судов особого назначения в составе купленных в Японии линейного корабля «Чесма», крейсеров «Пересвет» и «Варяг». Во главе отряда из русских кораблей, возвращенных Японией, совершил почти годовой переход с Дальнего Востока в Кольский залив. 10 ноября 1916 года произведён в чин контр-адмирала. В феврале 1917 года назначен начальником Кольского района и Отряда судов обороны Кольского залива (Мурманск), но вскоре скончался от «разрыва сердца».
Имел ордена Бухарского эмирата, Великобритании, Швеции и офицерский крест Ордена Почетного легиона.

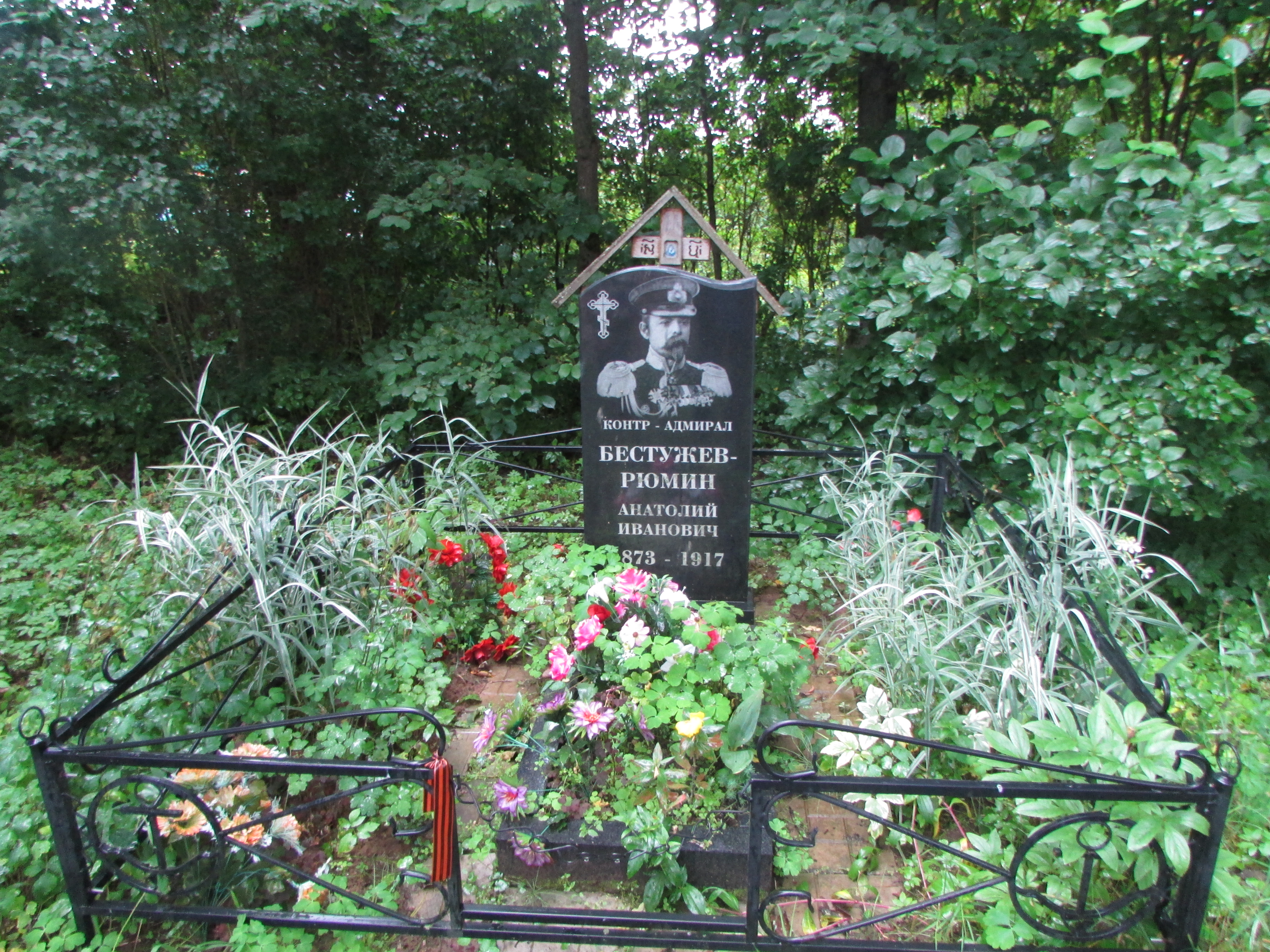

Похоронен в родном селе. Долгое время за могилой контр-адмирала бережно ухаживали учащиеся Рыбинской школы, ныне здесь установлен новый памятник.